# Łuków
Łuków [ˈwukuf] ist eine polnische Stadt in der Woiwodschaft Lublin. Sie ist zugleich Sitz des Powiat Łukowski und bildet eine Stadtgemeinde. Sie ist auch Sitz der Landgemeinde Łuków, der sie aber nicht angehört.

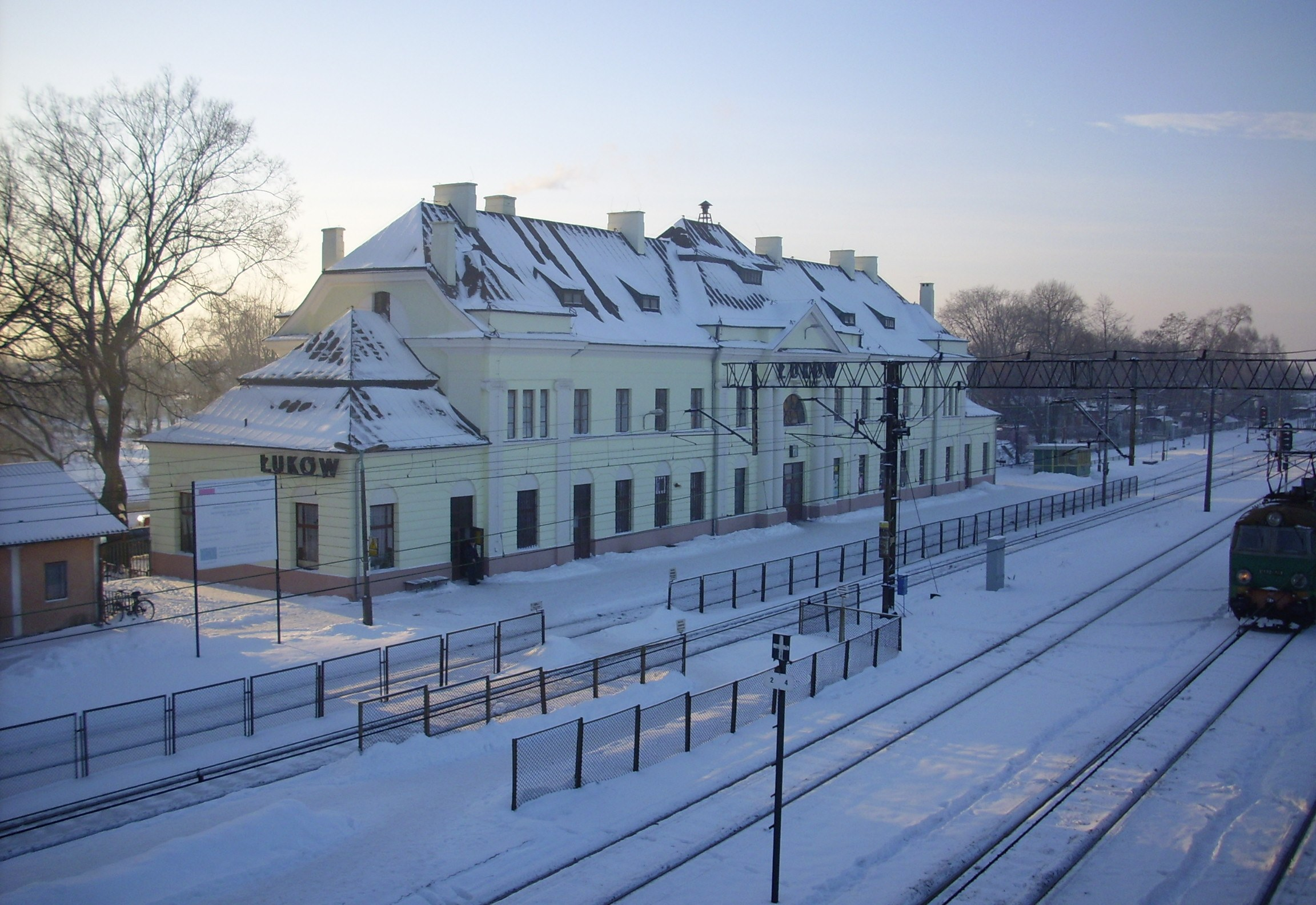
Bahnhof Łuków

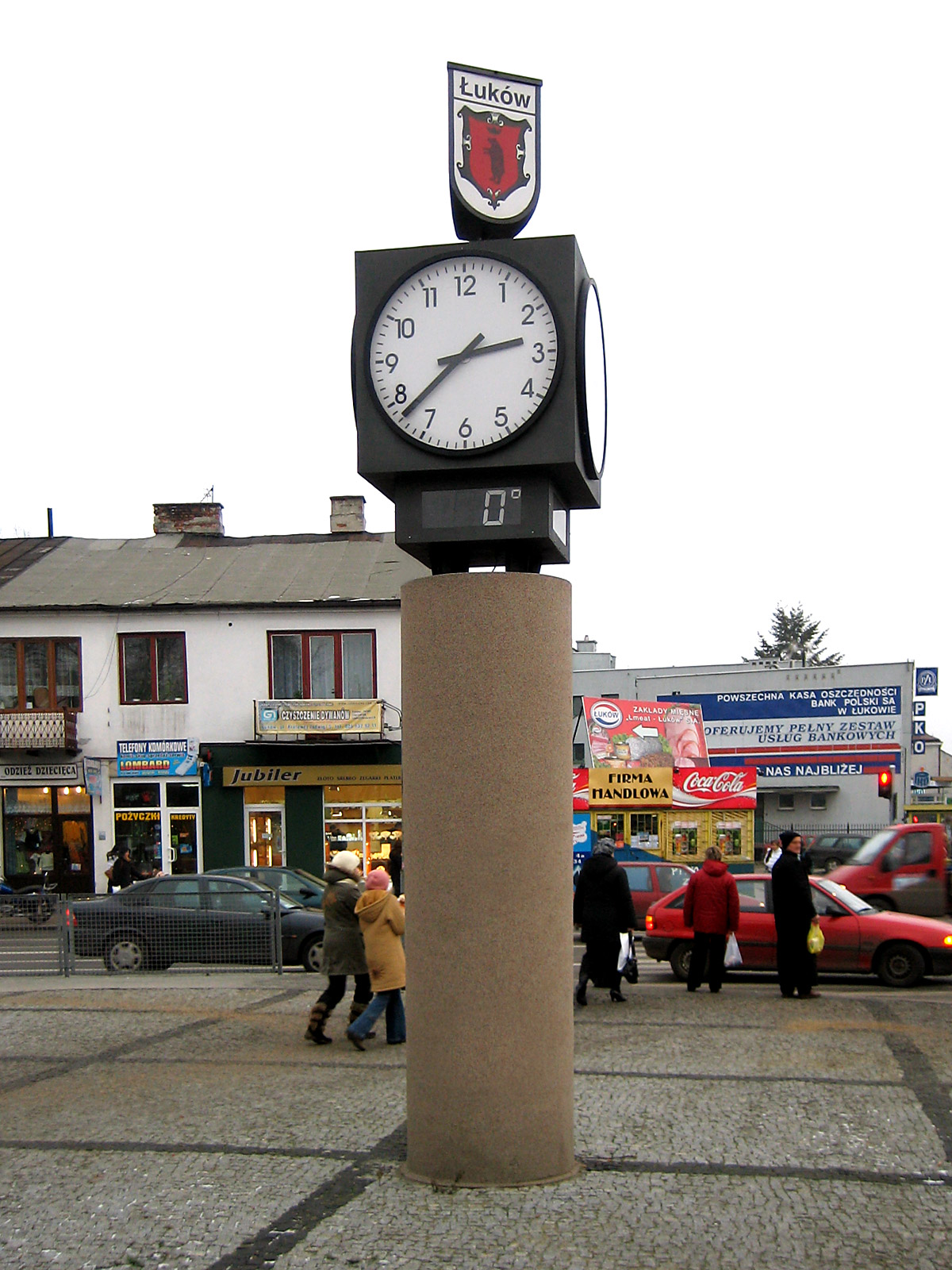
Uhr auf dem Platz der Freiheit und Solidarität in Łuków

## Geographie und Verkehr
Łuków liegt 76 km nördlich von Lublin und 27 km südlich von Siedlce am Flüsschen Krzna Południowa.
Der Bahnhof Łuków ist Knotenpunkt der Bahnstrecke Warszawa–Brest mit der Bahnstrecke Łuków–Radom und der Güterstrecke Pilawa–Łuków und der Bahnstrecke Łuków–Lublin, die von Łuków ein Stück wieder im Güterverkehr betrieben wird, während das nächste Stück stillgelegt ist.

## Geschichte
Die genaue Gründungszeit des Ortes ist nicht bekannt. Allerdings war der Ort 1233 Sitz eines Burgvogtes. Durch seine grenznahe Lage war der Ort von strategischer Bedeutung. 1241 und 1244 wurde der Ort von den Tataren überfallen und zerstört. 1369 erhielt der Ort sein Recht als freier Ort durch Kasimir den Großen. Das Stadtrecht wurde am 23. Juni 1403 nach Magdeburger Recht vergeben. Das Handwerk und der Handel verhalfen der Stadt im 16. und zu Beginn des 17. Jahrhunderts zu seiner größten Blüte. 1526 erhielt die Stadt sogar das Recht einen eigenen Gesandten in den Sejm zu schicken. Die Kriege gegen die Kosaken von 1648 bis 1654 und gegen die Schweden von 1655 bis 1660 stoppten die Entwicklung der Stadt.
Nach den Zerstörungen erhielt der Ort 1775 wieder den Sitz eines Burgvogtes. 1795 wurde die Stadt Teil des Habsburgerreiches. 1809 wurde der Ort Teil des Großherzogtums Warschau und 1815 von Kongresspolen. 1866 wurde der Ort an das Schienennetz von Warschau nach Brest angeschlossen. 1939 lebten in der Stadt 12.785 Menschen. Während des Zweiten Weltkrieges wurde in der Stadt ein Ghetto errichtet, in dem vor allem Juden, sowohl aus der Stadt selbst als auch aus anderen Städten, leben mussten. Sie wurden zum Teil direkt im Ghetto ermordet oder später in das Vernichtungslager Treblinka oder das KZ Majdanek deportiert. Am 23. Juli 1944 erreichte die Rote Armee den Ort. Am 24. und 25. Juli wurde der Ort von den Deutschen noch einmal bombardiert und war so zum Ende des Krieges zu 80 % zerstört. 1945 lebten gerade noch etwa 7.900 Menschen in der Stadt. 1975 verlor Łuków seinen Sitz als Powiat und gehörte bis 1998 zur Woiwodschaft Siedlce. Ab 1999 war der Ort wieder Sitz des Powiat und Teil der Woiwodschaft Lublin.

### Name
Der Name des Ortes leitet sich von den  polnischen Wörtern łęg (feuchter Wiesengrund) und łuk (Bogen) ab, was die Gegend zur Zeit der Gründung des Ortes beschreibt.

## Gmina
- Die Stadt Łuków bildet eine Stadtgemeinde (gmina miejska).
- Die eigenständige Landgemeinde (gmina wiejska) Łuków hat eine Fläche von 308,32 km². Zu ihr gehören 36 Ortschaften mit einem Schulzenamt.

## Partnerstädte
- Tõrva (Estland)
- Lazdijai (Litauen)
- Voisins-le-Bretonneux (Frankreich)

## Söhne und Töchter der Stadt (Auswahl)
- Adam Kryński (1844–1932), Philologe, Linguist und Lexikograf
- Kazimierz Kucharski (1909–1995), Mittelstreckenläufer
- Karol Borsuk (* 1949), Dirigent und Komponist
- Grzegorz Suchodolski (* 1963), katholischer Geistlicher, Weihbischof in Siedlce
- Robert Dołęga (* 1977), Gewichtheber
- Marcin Dołęga (* 1982), Gewichtheber
- Emilia Galińska (* 1992), Handballspielerin